# Національна адміністрація безпеки дорожнього руху США
Національна адміністрація безпеки дорожнього руху (НАБДР) (англ. National Highway Traffic Safety Administration (NHTSA)) є агенцією виконавчої влади Уряду Сполучених Штатів Америки, зокрема — Міністерства транспорту. Свою місію вона визначає як «Збереження життя, запобігання травмам, зменшення збитків від дорожньо-транспортних пригод завдяки навчанню, дослідженням, стандартам безпеки і наполегливій діяльності».
Першою частиною основних видів діяльності NHTSA є
- розроблення стандартів з вимогами безпеки, запобігання викраденню, паливної економічності механічних транспортних засобів, зокрема, рубрика Система «Середьозважена Паливна Економічність» (англ. Corporate Average Fuel Economy (CAFE));
- проведення ліцензування виробників транспортних засобів і імпортерів;
- надання дозволів чи блокування імпорту транспортних засобів і складових частин цих засобів, безпека яких відносяться до законодавчо регульованої сфери;
- адміністрування системи ідентифікаційних номерів транспортних засобів (VIN);
- розроблення антропоморфних манекенів, які застосовують для краш-тестів, включаючи протоколювання випробувань;
- забезпечення інформацією про страхову вартість транспортних засобів.

Агенція також затверджена пріоритетним регулювальним Органом за викидами парникових газів, але це підлягає обговоренню такими регулювальними агенціями штатів, як Управління повітряними ресурсами Каліфорнії (англ. California Air Resources Board (CARB або ARB)).
Іншою частиною основних видів діяльності NHTSA є створення і супровід файлів даних для Національного Центру Статистики і Аналізування (англ. National Center for Statistics and Analysis). Так зокрема, створена Агенцією Система Аналізування Повідомлень про Нещасні Випадки (англ. Fatality Analysis Reporting System (FARS)), стала базою для досліджень безпеки дорожнього руху не тільки у Сполучених Штатах, а й у всьому світі.

## Історія
Датою фактичного заснування NHTSA вважають дату розгляду на широко оприлюднених слуханнях у Конгресі США у 1966 році законодавства щодо обов'язкового встановлення пасків безпеки, що було розроблене попередниками NHTSA — Національною агенцією безпеки транспорту, Національною агенцією безпеки доріг та Національним бюро безпеки доріг, які, врешті-решт, стали NHTSA.
Датою офіційного створення NHTSA є дата прийняття «Акта безпеки доріг» від 31.12.1970, яким NHTSA засновано.
У 1972 році галузь діяльності NHTSA розширили залученням її до програм інформування споживачів, що введено в дію «Актом інформації про механічний транспортний засіб і залишкову вартість» від 20 жовтня 1972 року.

## Супроти міжнародної угоди
У 1958 році Європейська економічна комісія Організації Об'єднаних Націй (ЄЕК ООН), що є однією із п'яти комісій ООН, запропонувала загальні для усієї Європи Правила, в яких встановлені стандартизовані та гармонізовані вимоги до конструкції транспортних засобів і до призначеного для цих засобів обладнання, та які повинні мінімізувати технічні перепони в пан-Європейській торгівлі і у пересуванні транспортних засобів. Держави, які захотіли скористатися із переваг мінімізації технічних перепон, підписали так звану «Женевську Угоду 1958 р.» і запровадили на своїй території відповідні Правила ЄЕК ООН, які є додатками до цієї угоди, або запровадили національні Правила, еквівалентні до Правил ЄЕК ООН. До цієї угоди може приєднатися будь-яка держава, визначаючи самостійно, які із Правил ЄЕК ООН запроваджувати на своїй території. Розроблення та гармонізацію вимог безпеки до проектування, конструювання і виготовлення транспортних засобів у Правилах ЄЕК ООН здійснюють відповідні технічні комітети Всесвітнього Форуму з гармонізації Правил для транспортних засобів.

Попри те, що більшість світових держав прийняли чи приєдналися до підтвердження відповідності транспортних засобів за вимогами Правил ЄЕК ООН — чи шляхом офіційного прийняття Правил ЄЕК ООН, чи шляхом запровадження національних Правил, фактично ідентичних до них — Сполучені Штати практично єдині в світі відмовилися приєднатися до прийняття Правил Форуму, та блокують імпортовані транспортні засоби, виготовлені за Правилами ЄЕК ООН, а не за Правилами з вимогами безпеки, що діють в США.

Через неможливість доступу до ринку США деяких моделей автомобілів, наприкінці 1970-их років виник сірий ринок. Це забезпечувало можливість альтернативного до законного методу придбання в США транспортного засобу, що продається тільки за кордоном. Однак, успіхи сірого ринку поглинув проект Корпорації Мерседес-Бенц Північної Америки (англ. Mercedes-Benz of North America Inc.), який було успішно започатковано під лобіюванням Конгресу США у 1988 з метою усунення цієї альтернативи для споживачів, яка існувала, незважаючи на підтвердження того, що продані на сірому ринку транспортні засоби менш безпечні, ніж такі ж, але виготовлені у відповідності з вимогами Правил, що діють в США. В результаті, більше не існує можливості імпортувати на територію Сполучених Штатів транспортні засоби зарубіжного виробництва як індивідуальний імпорт, за деякими винятками, що стосуються, в основному, автомобілів канадського виробництва, які виробляються за вимогами безпеки, схожими до вимог, що діють в США, та транспортних засобів, що ввозяться тимчасово для демонстрацій або з метою випробувань чи досліджень. До фактичного закриття сірого ринку у 1988-му до нього практично було залучено декілька тисяч автомобілів класу «люкс».
У 1998-му NHTSA звільнили від Правил транспортні засоби, старіші за 25 років, припускаючи, що вони можуть бути колекційними. У 1999 також були звільнені деякі спеціалізовані транспортні засоби, що виготовлялися у обмежених кількостях і були призначені для «демонстрацій» та «виставок».
Разом з тим, заборона, що поширювалась на більш нові транспортні засоби, які вважалися безпечними у державах із більш низькими показниками смертності, пов'язаними із транспортними засобами, була для багатьох підставою стверджувати, що головний ефект від регуляторної діяльності NHTSA — це захист ринку США на користь олігополії трьох розташованих в США автовиробників та існуючих в США виробників зарубіжних марок.
Було висунене припущення, що стимулом для NHTSA, яка, як здається, піклується про контроль над ринком більше, ніж про безпеку конструкції транспортних засобів, є відвертий захист ринку, так же, як і тарифи на імпорт і містечкове законодавство, що має стати політично непопулярним через вплив на зменшення популярності вільної торгівлі. Це заставило промисловість США приймати більш приховані форми торгових обмежень у вигляді Технічних Правил, які є відмінними, але демонстративно не більш жорсткими від таких же, що діють зовні Сполучених Штатів.
Приклад впливу на управління ринком є регуляторний протокол, оформлений Агенцією у 1974, який заборонив експорт автомобіля Citroën SM, що був відмічений журналістами як один з найбезпечніших транспортних засобів, наявних на той час. Ненадання дозволу NHTSA було викликане його високоефективними, низько розташованими регульованими фарами дальнього світла, які не мали ламп-фар (англ. sealed beam) застарілої конструкції, що були обов'язковими на той час у США, кількістю фар, регульованою по висоті підвіскою, яка робила неможливою відповідність бампера до вимог безпеки, і регулювання якого, буцімто, не забезпечувало безпеку пасажирів у разі зіткнень на низькій швидкості а також, інші несуттєві невідповідності, обумовлені відмінностями Правил ЄЕК ООН та американських стандартів FMVSS.

### Результати регуляторної діяльності

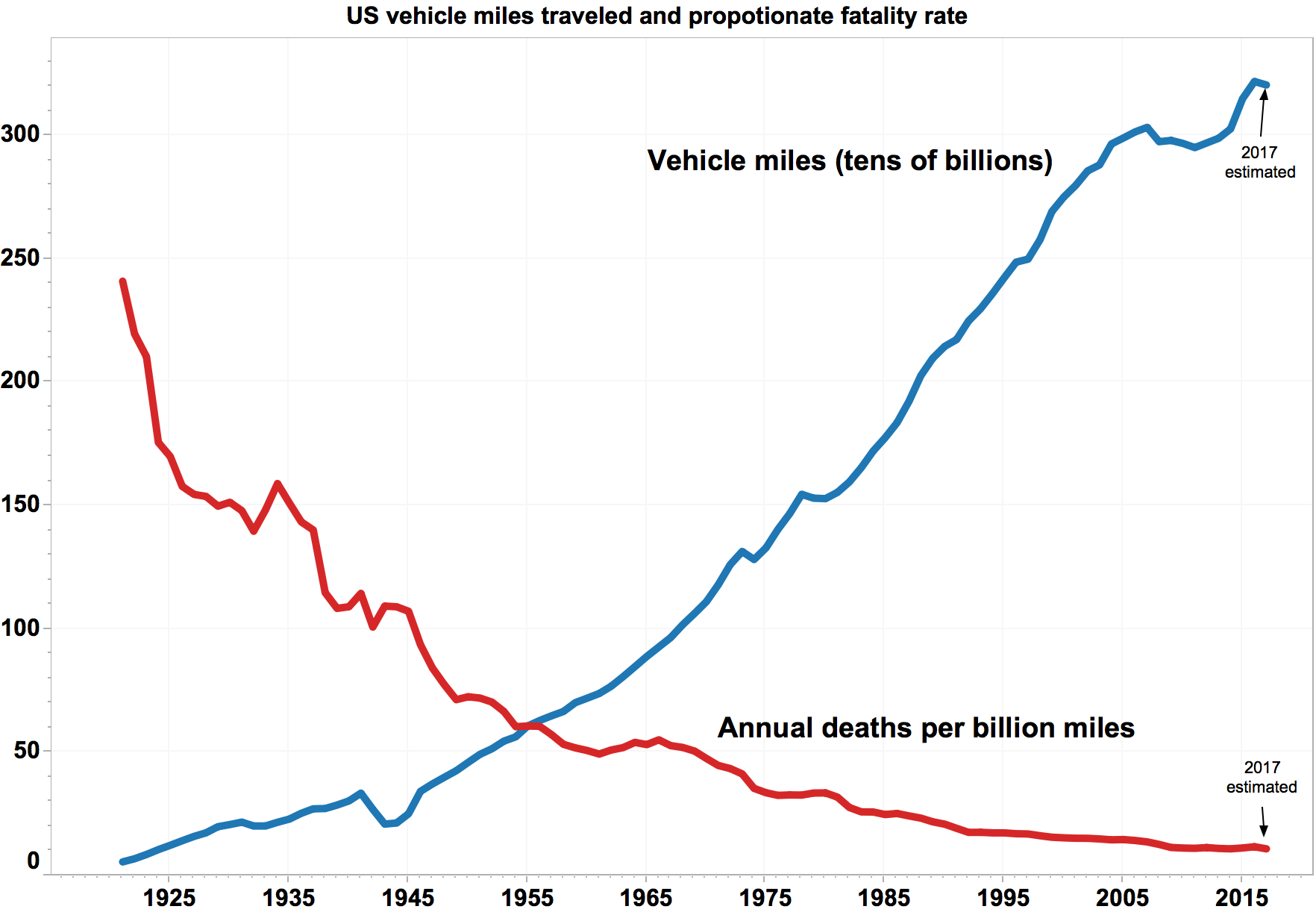
Зниження кількості щорічних смертельних випадків у США, що припадають на більйон миль пробігу транспортних засобів (vehicle-miles travelled (VMT)) та збільшення щорічного пробігу (VMT), (в десятках більйонів миль) в залежності від року, починаючи з 1921, до 2017.

У середині 1960-х, коли в США була встановлена структура Правил з вимогами безпеки до транспортних засобів, автомобільний ринок США являв собою олігополію трьох компаній GM, Ford, Chrysler, які контролювали 85 % ринку. Структура Правил, Директив та інших аналогічних документів встановлюється на законодавчому рівні. Це можуть бути законодавчі акти різноманітного типу, такі, наприклад, як Технічні регламенти, рамкові Директиви (англ. framework Directive) тощо.
На сьогодні Сполучені Штати мають найкращі показники безпеки на транспорті, ніж будь-яка інша держава світу, незалежно від того, чи безпека оцінюється за кількістю смертельних випадків на транспорті, що припадають на тисячу транспортних засобів, чи за кількістю смертельних випадків на транспорті, що припадають на 100 мільйонів миль пробігу.

### Структура стандартів FMVSS
Федеральні стандарти з вимогами безпеки до механічних транспортних засобів FMVSS (англ. The Federal Motor Vehicle Safety Standards (FMVSS)) входять до Зводу федеральних нормативних актів США (англ. The United States Code of Federal Regulations (CFR)), зокрема, до Розділу 49.
Група цих стандартів входить до Частини 571 цього розділу. Зазвичай, вони позначаються як 49CFR571 із зазначенням номера конкретного стандарту FMVSS, який проставляється після крапки, наприклад, 49CFR571.301—позначення стандарту FMVSS 301, який у свій час увійшов до Частини 571 49-го розділу цього Зводу. Решта федеральних стандартів, які не внесено до Частини 571, позначаються без її номера. Наприклад, стандарт 49CFR564 містить технічні і нормативні вимоги до змінних джерел світла (ламп) фар дальнього світла і не входить до Частини 571.
Стандарт FMVSS 209 був першим стандартом, який набрав чинності 1 березня 1967.

### Оцінка регуляторної діяльності
Хоча в Європі ще з 1958 р. була започаткована «Угода про прийняття загальних технічних Приписів для колісних транспортних засобів, обладнання і складових частин, які можуть бути встановлені та/або застосовані на колісних транспортних засобах» (англ. «Agreement concerning the establishing of global technical Regulations for wheeled vehicles, equipment and parts which can be fitted and/or be used on wheeled vehicles»), Сполучені Штати не прагнули прийняти чи гармонізувати вимоги своїх стандартів з вимогами Правил ЄЕК ООН (англ. UN ECE Regulations), які з тих пір були прийняті практично усіма технічно розвиненими державами за межами Північної Америки. У порівнянні з Правилами ЄЕК ООН, Американські Правила суттєво відрізняються філософією, змістом, акцентами і порядком їх застосування. Транспортні засоби, які відповідають до вимог Правил ЄЕК ООН, і які, окрім Північної Америки, є прийнятними для решти усього світу, у Сполучених Штатах є нелегальними.
Попри розвиток автомобільного ринку Північної Америки, постійне збільшення Правил безпеки США та сформована до даного часу олігополія ринку продовжують здійснювати значний вплив на можливість доступу до ринку основних світових автовиробників: американські правила з вимогами до обладнання і конструкції транспортних засобів практично повністю базуються на стандартах SAE, які практично повністю написані автовиробниками США.
У книзі 2004 року колишній дослідник безпеки General Motors Леонард Еванс (англ. Leonard Evans) навів дані державної статистики (FARS для США), які показують, що досягнення показників безпеки в інших країнах кращі, ніж такі ж, які досягнуті у Сполучених Штатах:
|                 | Нещасні випадки у 1979 | Нещасні випадки у 2002 | Зміни, % |
| Сполучені Штати | 51,093                 | 42,815                 | -16.2%   |
| Велика Британія | 6,352                  | 3,431                  | -46.0%   |
| Канада          | 5,863                  | 2,936                  | -49.9%   |
| Австралія       | 3,508                  | 1,715                  | -51.1%   |

Дослідження тенденцій застосування вантажних автомобілів демонструють суттєву різницю між США та іншими країнами у значно більшій кількості вантажівок-пікапів та спортивно-утилітарних автомобілів (англ. Sport Utility Vehicle (SUV)) у США. Управління досліджень на транспорті (англ. Transportation Research Board), що є підрозділом Національної ради наукових досліджень США (англ. United States National Research Council) — робочого органу Національної академії США (англ. United States National Academies) виявило, що вантажівки-пікапи та SUV-автомобілі є значно менш безпечними, ніж пасажирські легкові автомобілі, що імпортовані марки транспортних засобів мають тенденцію бути безпечнішими, ніж американські марки автомобілів, і що розміри і вага транспортних засобів мають значно менший вплив на безпеку, ніж технічна якість транспортних засобів.
Порівнювати попередні дані із недавніми некоректно через те, що на них мають суттєвий вплив демографічний ріст населення населення США та суттєве збільшення великовагових вантажівок після 1960-х, в той час, як пропускна здатність автодоріг не йшла в ногу із ростом комерційного транспорту в США. Разом із тим, на показники безпеки суттєво впливають і інші фактори — так, наприклад, Канада має меншу кількість нещасних випадків і рівень травматизму, попри те, що співвідношення типів транспортних засобів є співставимим із співвідношенням в США.

## Співвідношення «вартості/вигідності» встановлення вимог безпеки
Зазвичай, існує суворе співвідношення «вартості/вигідності» вимог безпеки до кожного пристрою, системи безпеки чи до їх характеристик, які NHTSA зобов'язує встановлювати на транспортних засобах. Це означає, що пристрій, система або їх характеристики не можуть бути введеними у ранг обов'язкових, якщо тільки збитки (від пошкодження майна, втрати здоров'я чи життя тощо), не будуть більшими від затрат на них, або затрати не будуть більшими від визначеної суми на одне збережене життя. Такі вимоги можуть бути об'єктом для маніпуляцій у визначенні вартості і у оцінюванні вигідності прийняття чи відхилення більшості будь-яких стандартів. Стандарт FMVSS № 208 ефективно зобов'язує встановлення передніх подушок безпеки на усіх нових транспортних засобах у Сполучених Штатах, тому що його вимоги сформульовано таким чином, що ніяка інша технологія не дозволить задовольнити ці вимоги. Разом з тим, існує думка, що навіть застосування консервативних показників затрат і оптимістичних показників корисності дасть настільки велике співвідношення «вартості/вигідності» подушок безпеки, що воно може вийти за межі вимог для обов'язкових пристроїв безпеки. Ці ж самі вимоги співвідношення «вартості/вигідності» було застосовано як основу для відстоювання вимог до зовнішніх світлових пристроїв, встановлених у американських Правилах. Справа у тому, що кожна держава світу, принаймні із 1970-х років встановила вимоги, щоб задні покажчики поворотів обов'язково випромінювали оранжеве світло для того, щоб їх однозначно і швидко можна було б відрізнити від сусідніх із ними покажчиків стоп-сигналів, які випромінюють червоне світло. Правила Сполучених Штатів продовжують дозволяти, щоб задні покажчики поворотів випромінювали червоне світло, обґрунтовуючи це саме співвідношенням «вартості/вигідності», попри те, що результати проведених NHTSA досліджень показали, що задні оранжеві покажчики поворотів замість червоних дають більшу можливість уникнення аварійності, ніж центральний високо встановлений стоп-сигнал.

## Економія палива

### Нормативна діяльність
NHTSA також адмініструє суперечливу Систему «Середьозваженої Паливної Економічності» (англ. Corporate Average Fuel Economy (CAFE)), яка стимулює виробництво «паливно-ефективних» транспортних засобів шляхом встановлення вимог до паливної економічності, визначених на підставі середньозваженої кількості продаж у кожному із діапазонів виробників транспортних засобів. Побутує думка, що ця система змушує людей купувати менші, легші, економніші і, разом з тим, менш безпечніші транспортні засоби. CAFE може стати керувальним фактором через «вибух» попиту на спортивно-утилітарні автомобілі (англ. Sport Utility Vehicle (SUV)), які у CAFE для цілей нормування економічності розглядаються як «легкі вантажівки», а тому від них не вимагається відповідати суворим вимогам стандартів для транспортних засобів, які класифікуються як «легкові». Багато урядів за межами Північної Америки регулюють паливну економічність оподаткуванням моторних палив та/або шляхом врахування у вартості реєстраційних податків об'єму двигуна. Побутує думка, що такі правила не є «політично упередженими», і що виконання яких було б «шкідливим» для американської автомобільної промисловості. Наступна гіпотетична проблема, пов'язана із CAFÉ, це те, що паливна економічність обернено корелюється із вагою транспортного засобу — легші транспортні засоби мають кращу паливну економічність, в той же час, як вага транспортного засобу прямо корелюється із його безпекою — більші і важчі транспортні засоби краще захищають своїх пасажирів. Таким чином, NHTSA повинна досягнути двох взаємно протилежних цілей одночасно. Однак, дослідження «Управління Досліджень на транспорті» (англ. Transportation Research Board) показують, що можуть існувати відмінності між транспортними засобами різної ціни, різних країн походження і різної якості, а не тільки різних розмірів та різної ваги. В той же час, інші дослідники заперечують несумісність зниження ваги транспортного засобу із зниженням економії палива.

### Показники оцінки середньозваженої паливної економічності
Результати оцінювання показників паливної економічності найкращих автовиробників, виконані NHTSA в рамках системи CAFE:
- Lotus: 7.79 л/100 км (30,2 милі на 1-му галоні США або 36,6 милі на 1-му імперському галоні)
- Toyota: 7.922 л/100 км (29.69 милі на 1-му галоні США або 35.66 милі на 1-му імперському галоні)
- Honda: 7.981 л/100 км (29.47 милі на 1-му галоні США або 35.39 милі на 1-му імперському галоні)
- Hyundai: 7.981 л/100 км (29.39 милі на 1-му галоні США або 35.30 милі на 1-му імперському галоні)
- Kia: 8.271 л/100 км (28.44 милі на 1-му галоні США або 34.16 милі на 1-му імперському галоні)
- Subaru: 8.368 л/100 км (28.11 милі на 1-му галоні США або 33.76 милі на 1-му імперському галоні)
- Nissan: 8.510 л/100 км (27.64 милі на 1-му галоні США або 33.19 милі на 1-му імперському галоні)
- VW: 8.591 л/100 км (27.38 милі на 1-му галоні США або 32.88 милі на 1-му імперському галоні)
- Suzuki: 8.686 л/100 км (27.08 милі на 1-му галоні США або 32.52 милі на 1-му імперському галоні)
- BMW: 8.790 л/100 км (26.76 милі на 1-му галоні США або 32.14 милі на 1-му імперському галоні)
- Mitsubishi: 8.819 л/100 км (26.67 милі на 1-му галоні США або 32.03 милі на 1-му імперському галоні)
- GM: 9.349 л/100 км (25.16 милі на 1-му галоні США або 30.22 милі на 1-му імперському галоні)
- Ford: 9.352 л/100 км (25.15 милі на 1-му галоні США або 30.20 милі на 1-му імперському галоні)
- DaimlerChrysler: 9.813 л/100 км (23.97 милі на 1-му галоні США або 28.79 милі на 1-му імперському галоні)

## Аеродинаміка змінює NHTSA
Автовиробники, які працюють для ринків США та усієї Північної Америки, опинилися перед проблемою конфлікту між суворими законодавчими вимогами NHTSA до конструкції фар типу «лампа-фара» (англ. sealed-beam), і які «заморозили» технології на рівні 1940-х, та між положеннями стандартів Системи «Середьозваженої Паливної Економічності» (англ. Corporate Average Fuel Economy (CAFE)), що спрямовані на покращення аеродинамічних характеристик транспортних засобів з метою покращення показників їх паливної економічності. Результатом такого конфлікту стало лобіювання на початку 1980-х запровадження дозволу змінити вимоги до конструкції фар sealed-beam, які дозволили б покращити аеродинамічні показники автомобіля. NHTSA схвалила пропозиції компанії Ford стосовно застосування дешевих аеродинамічних фар з лінзами із полікарбонату, встановивши вимоги до довговічності матеріалу. В моделі 1984-го року Lincoln Mark VII, вперше для американського ринку, компанія Ford запровадила фари, конструкція яких є складовою частиною у забезпеченні високих аеродинамічних характеристик автомобіля.
Такі лампи-фари, які часто помилково називають «Євро-фарами», і є нетиповими для американського ринку, тільки у загальних рисах схожі на фари, що масово застосовуються на автомобілях, призначених для ринків Європи. Вимоги до таких фар встановлені у американському Федеральному стандарті безпеки механічних транспортних засобів FMVSS 108 (англ. Federal Motor Vehicle Safety Standard 108)], а не у міжнародних стандартах, що застосовуються практично в усіх країнах світу поза межами Північної Америки.

## NCAP

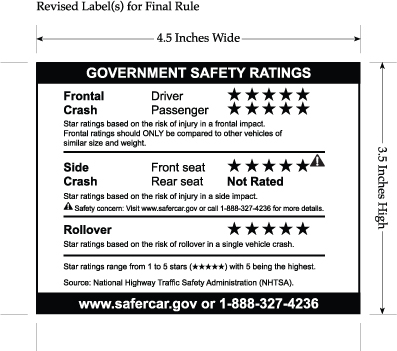
Інформаційна табличка виробника транспортного засобу, який отримав, принаймні, хоча б одну зірку у рейтингу NCAP

В 1970 році асоціація NHTSA розробила «The New Car Assessment Program (NCAP)» (укр. Програму оцінювання нових автомобілів (ПОНА)) у відповідності до Статті II «Акту про інформаційні дані та оцінку залишкової вартості механічного транспортного засобу» від 1072 року з метою стимулювання виробників виробляти безпечніші транспортні засоби, а споживачів — їх купувати. За Програмою оцінюють рівень безпеки транспортного засобу у випадках його зіткнень. Після розроблення агенція постійно покращувала програму оцінювання, працювала над спрощенням доступу до результатів випробувань та над покращенням формату інформаційних даних, полегшуючи їх розуміння споживачами. NHTSA стверджує, що Програма стимулювала виробників поступово вдосконалювати транспортні засоби для здобуваня ними все вищих рейтингових оцінок.
21 травня 1979 року за цією Програмою були стандартизовані краш-тести із швидкості 35 миль за годину (56 км/год), які було реалізовано 15 жовтня цього ж року. У Програмі агенція встановила методику фронтального краш-тесту на базі вимог федерального стандарту FMVSS 208 (англ. Federal Motor Vehicle Safety Standard 208)), (укр. Федерального стандарту безпеки механічних транспортних засобів ), за винятком того, що у Програмі встановлено значення початкової швидкості у фронтальному краш-тесті 35 миль за годину (56 км/год) на відміну від значення 30 миль за годину (48 км/год), яке встановлено у стандарті FMVSS 208.
Аналогічна Європейська програма оцінювання нових автомобілів Euro NCAP (англ. European New Car Assessment Programme) була розроблена у 1997 році транспортною дослідницькою лабораторією (англ. Transport Research Laboratory) Міністерства транспорту Великої Британії, і яка дещо відрізняється від американської.
Згодом, намагаючись поширити застосування рейтингових оцінок, агенцією NHTSA було видано Заключне Правило, яке вимагало від виробників включати зірки рейтингу NCAP до переліку обов'язкової інформації про автомобіль, яку необхідно було наводити на наклейці-стікері, що розташовують на склі кожного нового автомобіля (на так званому «Стікері Майка Монронея»). Правило було узгоджене 1 вересня 2007 року.